# Opaalkettingtrilzwam
De opaalkettingtrilzwam (Sirobasidium brefeldianum) is een schimmel behorend tot de familie Sirobasidiaceae. Deze biotrofe parasiet leeft in loofbossen op ascomyceten.

## Kenmerken
Vruchtlichaam pukkelvormig, wittig tot bleek grijs. Probasidiën in terminale, aaneengesloten ketens. Probasidiën ellipsoïd tot spoelvormig, tot 12 of meer per keten, 2‐cellig.

## Verspreiding
In Nederland komt hij uiterst zeldzaam voor.